# Ecliptopera fulvotincta
Ecliptopera fulvotincta är en fjärilsart som beskrevs av George Francis Hampson 1895. Ecliptopera fulvotincta ingår i släktet Ecliptopera och familjen mätare. Inga underarter finns listade i Catalogue of Life.